# Orthetrum trinacria
Orthetrum trinacria é uma espécie de libelinha da família Libellulidae.
Pode ser encontrada nos seguintes países: Argélia, Angola, Botswana, Burkina Faso, Camarões, Costa do Marfim, Egipto, Etiópia, Gâmbia, Gana, Quénia, Líbia, Madagáscar, Malawi, Mali, Marrocos, Moçambique, Namíbia, Níger, Nigéria, Senegal, Somália, África do Sul, Tanzânia, Togo, Uganda, Zâmbia, Zimbabwe e possivelmente no Burundi.
Os seus habitats naturais são: rios, áreas húmidas dominadas por vegetação arbustiva, pântanos, lagos de água doce, lagos intermitentes de água doce, marismas de água doce e marismas intermitentes de água doce.